# Panství (sociologie)
Pojem panství do sociologie zavedl Max Weber. Rozumí tím moc danou pocitem závaznosti vůči autoritě, která se opírá o ospravedlnění legitimními prostředky moci. První zmínka o pojmu pochází z Weberova díla Die drei reinen Typen der legitimen Herrschaft, dále svou typologii uvádí v dílech Politik als Beruf  nebo Soziologische Grundbegriffe.
V průběhu formování konceptu Weber vycházel především z vlastních analýz vývoje antického Řecka, Persie a soudobých parlamentních demokracií, shromážděných podkladů o sociologii náboženství a Griekeho pojetí dějin. Samotný koncept se stal důležitým podkladem pro další práci v oboru sociologie politiky a moderní politologie.
Autor dělí panství na tři základní typy: tradiční, charismatické a racionálně legální.  Jednotlivé typy se od sebe liší strukturou, která je dána specifickou charakteristikou vztahu mezi pánem, mocenským aparátem a ovládanými, respektive odlišnými typy legitimních prostředků moci. Typy nejsou vývojového charakteru a vzájemně se mohou překrývat a kombinovat. Přestože se moc jako nezávislá entita v historii neměnila, přístup k ospravedlňování moci se vyvíjel. Ve všech typech panství ovládaní moc přijímají coby legitimní. Své chování v rámci vůle pána nepovažují za vynucené.

## Typy panství

### Tradiční panství
Tradiční panství se opírá o víru v posvátnost poměrů, které přecházejí z generace na generaci. Jeho základním prvkem je osobní vztah mezi vládcem, státním aparátem a ovládanými. Vztahy k panovníkovi jsou založeny na pocitu úcty. Celý systém je přitom založen na respektu k existujícím tradicím. Tento typ můžeme charakterizovat jako konzervativní.
V rámci tradičního panství Weber na základě stupně rozvinutosti státního aparátu rozlišuje dvě základní formy: patriarchalismus a patrimonismus.
Podstatou patriarchálního panství je absence státního aparátu a nadřazenost neomezeného vládce, jejíž legitimita je dána tradicí. S postupnou decentralizací založenou na postupném rozvoji  správního a vojenského aparátu dochází k podřizování vůči osobě pána a vzniká patrimonismus. Členy těchto aparátů se stávají ovládaní, kteří tímto vystupují z masy a stávají se přímými poddanými pána. Vládce si tímto způsobem zabezpečuje širší pole působnosti své moci. Patrimonismus se  může transformovat ve feudalismus, pokud se vzájemná práva a povinnosti mezi pánem a státním aparátem pevně zafixují.

### Charismatické panství
Tento typ panství je založen na víře stoupenců ve výjimečné, nadlidské či nevšední vlastnosti svého vůdce. Zásadní roli zde hraje charisma, neboli "dar milosti" dané osobnosti. Tyto vlastnosti však nejsou dostupné každému. Vůdcem může být náboženský prorok, válečný hrdina, politický demagog, ale i výjimečně schopný odborník. Tento člověk vládne silou své osobnosti, může překračovat tradici i psané zákony.
V čisté formě může charismatické panství existovat pouze ve stavu zrodu, kdy vystupuje jako protiklad k ustáleným pořádkům. Jeho správní aparát je složen z učedníků, kteří následují svého vůdce a vykonávají jeho vůli a jsou vybráni podle svého vlastního charizmatu, nikoliv podle kvalifikace nebo společenského stavu.
Charismatický vůdce vládne pouze tak dlouho, dokud je víra v jeho mimořádnost dostatečně silná – Weber říká, že toto panství „má bytostně labilní základ“. Zpravidla razí velmi radikální myšlenky, proto jsou tak jeho požadavky stěží slučitelné s každodenním životem. Delší trvání je pro panství zhoubné.
Weber popisuje dvě možnosti tzv. zvěčnění charismatu, tedy způsobů, jak charisma může přežit svého původního nositele. V obou případech se ale nakonec jedná o přeměnu charizmatického panství v jiný typ panství. První způsob je Weberem nazýván jako charisma krve nebo tzv. rodové charisma. Vzniká z představy založené na předpokladu, že charisma vládce nebo jeho mimořádné kvality je možné zdědit. To se však časem přemění na tradiční panství. Druhý způsobem je tzv. úřední charisma, které je předpokládá možnost přenášet charisma prostřednictvím institucí. Tento způsob vede k panství založenému na byrokracii. Pokud charisma není zvěčněno, smrt vůdce znamená automatický konec panství, jelikož je charisma pevně vázáno na vládcovu osobnost.

### Racionálně legální panství
Racionálně legální panství se vyznačuje vírou v platnost a závaznost neosobních zákonů, které se současně vztahují na držitele moci i na ovládané.
Vládce je zvolen v souladu s právem. Moc vykonává byrokratický aparát, který je odborně školen ve znalosti norem a v zásadách jejich aplikace. Úředníci jsou do svých pozic dosazováni jmenováním a nevlastní žádné prostředky, které jsou potřeba k výkonu správy. Jsou odměňováni pevným platem, který zohledňuje míru zodpovědnosti, a podléhají jednotné úřední disciplíně. Závazné zákony, které jsou podstatným prostředkem výkonu moci, jsou platné pro všechny stejně. Velkou nevýhodou tohoto systému je neosobnost, rostoucí formalismus, který vede k dehumanizaci společnosti. Přesto byrokratizace systému demokratizuje společnost prostřednictvím zaručení rovnosti před správním rozhodováním, zrušení privilegií a překonávání lokálních zvláštností.
Podle Webera je byrokratický způsob vlády ten nejracionálnější, nejúčinnější a nejstálejší způsob výkonu moci. Na druhé straně zde hrozí riziko uzurpace moci ze strany byrokracie.